# سانجای رانا
سانجای رانا (انگلیسی: Sanjay Rana؛ زادهٔ ۵ مهٔ ۲۰۰۱) بازیکن هاکی روی چمن اهل هند است.